# 交響曲第5番 (ミヨー)
交響曲第5番 作品322は、フランスの作曲家ダリウス・ミヨーが作曲した交響曲である。この作品は、1953年にイタリア放送協会からの委嘱で書かれた。

## 楽曲構成
作品は全4楽章構成で、演奏時間は約32分。
1. Vif et cinglant
2. Lent et tendre
3. Clair et léger
4. Alerte et rude